# Norte FM Brasília
Norte FM Brasília é uma emissora de rádio brasileira sediada em Brasília, Distrito Federal. Opera no dial FM, na frequência 101,7 MHz, e pertence ao Grupo Norte de Comunicação. Seus estúdios estão localizados no Edifício Business Center Park, dentro do Complexo Brasil XXI, no Setor Hoteleiro Sul (SHS) da Asa Sul do Plano Piloto, e sua antena de transmissão está no alto do prédio.

## História
A emissora foi fundada em 1980, com o nome Jornal de Brasília FM, herdado do periódico pertencente ao Grupo Jaime Câmara, e sua programação era do gênero popular, tocando estilos musicais variados. Em 1.º de março de 2002, a emissora passou a se chamar Executiva FM, e sua programação é alterada para o gênero adult contemporary, intercalado com inserções jornalísticas.
Em 2 de maio de 2018, o Grupo Jaime Câmara anunciou que a emissora tornaria-se afiliada à Rádio Globo, sucedendo a então afiliada da rede pertencente às Organizações Paulo Octávio a partir de 7 de maio. Na data prevista, à meia-noite, a emissora iniciou a nova programação, com a transmissão do Vai na Fé. Com o fim do projeto Nova Rádio Globo, os 101.7 MHz deixam de ter a programação da rede na tarde de 3 de julho de 2019, colocando no ar uma programação provisória sem identificação. 6 dias depois, entra no ar uma chamada anunciando o retorno da Executiva FM, que voltou ao ar em definitivo em 15 de julho.
Em março de 2021, o Grupo Jaime Câmara vendeu a Executiva FM para o Grupo Norte de Comunicação, baseado em Manaus, Amazonas. Novamente, a emissora passou a emitir uma programação sem identificação, e em 5 de maio, foi renomeada para Mais Brasil News. Houve então uma mudança de foco na programação, que deixou de ser totalmente musical para incluir programas jornalísticos. A primeira atração da nova grade foi o Bora Voar, apresentado por Diego Maia, que estreou em 1.º de junho do mesmo ano, e em setembro, uma programação definitiva passou a ir ao ar, tendo o comando de grandes nomes da imprensa local como Guilherme Portanova, Luiz Carlos Braga, Clebio Cavagnolle e Mara Mendes.
Em 22 de março de 2022, a emissora passou a ser retransmitida na capital amazonense através da Mais Brasil News Manaus, também pertencente ao Grupo Norte de Comunicação, que unificou sua programação com a emissora de Brasília após o fim de sua afiliação com a Nativa FM.
Em 19 de dezembro, a emissora passou a se chamar Mais Brasil FM, encerrando os seus programas jornalísticos e passando a ter uma programação exclusivamente musical. Em 23 de janeiro de 2023, a emissora passou por um novo rebranding e passou a se chamar Norte FM Brasília.